# Loi Gamma généralisée
En théorie des probabilités et en statistiques, une loi Gamma généralisée est un type de loi de probabilité de variables aléatoires réelles positives avec deux paramètres de forme (et un paramètre d'échelle), qui est une extension de la loi Gamma avec un paramètre de forme additionnel. Comme de nombreuses lois sont utilisées comme modèles paramétriques dans l'analyse de survie (telles que la  loi exponentielle, la loi de Weibull et la loi Gamma) sont des cas particuliers de la loi Gamma généralisée, elle est parfois utilisée pour déterminer quel modèle paramétrique est adapté pour un jeu de données. Un autre exemple est la loi demi-normale.

## Définition
La loi Gamma généralisée a deux paramètres de forme {\displaystyle d>0} et {\displaystyle p>0}, et un paramètre d'échelle {\displaystyle a>0}. Pour x positif, la densité de probabilité est 
{\displaystyle f(x;a,d,p)={\frac {(p/a^{d})x^{d-1}\mathrm {e} ^{-(x/a)^{p}}}{\Gamma (d/p)}},}
avec {\displaystyle \Gamma } désignant la fonction gamma.
La fonction de répartition est :
{\displaystyle F(x;a,d,p)={\frac {\gamma (d/p,(x/a)^{p})}{\Gamma (d/p)}}=P\left({\frac {d}{p}},\left({\frac {x}{a}}\right)^{p}\right);}
où {\displaystyle \gamma } désigne la fonction gamma incomplète et {\displaystyle P} la fonction gamma incomplète régularisée.
La fonction quantile peut être définie en remarquant que {\displaystyle F(x;a,d,p)=G((x/a)^{p})} où {\displaystyle G} est la fonction de répartition de la loi Gamma de paramètres {\displaystyle \alpha =d/p} et {\displaystyle \beta =1}. La fonction quantile se déduit donc par inversion de {\displaystyle F} en utilisant les diverses fonctions réciproques, soit :
{\displaystyle F^{-1}(q;a,d,p)=a\cdot \left[G^{-1}(q)\right]^{1/p},}
où {\displaystyle G^{-1}(q)} est la fonction quantile d'une loi gamma pour {\displaystyle \alpha =d/p,\,\beta =1}.

## Lois associées
- Si {\displaystyle d=p} alors la loi Gamma généralisée devient la loi de Weibull.
- Si {\displaystyle p=1} alors la loi Gamma généralisée devient la loi Gamma.
- Si {\displaystyle p=d=1} alors la loi Gamma généralisée devient la loi exponentielle.
- Si {\displaystyle p=2} et {\displaystyle d=2m} alors la loi Gamma généralisée devient la loi de Nakagami.
- Si {\displaystyle p=2} et {\displaystyle d=1} alors la loi Gamma généralisée devient la loi demi-normale.
- Si {\displaystyle p=2} et {\displaystyle a=2} alors la loi Gamma généralisée devient la Loi du χ à d degrés de liberté.

D'autres paramétrisations de cette loi sont parfois utilisées ; par exemple, en substituant α = d/p. On peut également ajouter un paramètre de position, de sorte qu'on décale le domaine de définition de x pour le faire commencer en un point différent de 0. Si on simplifie les conditions sur les signes des paramètres, en ne conservant que la positivité de α = d/p, on obtient une loi appelée distribution d'Amoroso, du nom du mathématicien et économiste italien Luigi Amoroso qui l'a décrite en 1925.

## Moments
Si X suit une loi Gamma généralisée, alors
{\displaystyle \mathbb {E} (X^{r})=a^{r}{\frac {\Gamma ({\frac {d+r}{p}})}{\Gamma ({\frac {d}{p}})}}.}
dont on tire l'espérance, la variance et l'asymétrie, soit respectivement,:
{\displaystyle \mathbb {E} (X)=a{\frac {\Gamma ({\frac {d+1}{p}})}{\Gamma ({\frac {d}{p}})}}.}
{\displaystyle \mathrm {Var} (X)=a^{2}{\frac {\Gamma ({\frac {d+2}{p}})\Gamma ({\frac {d}{p}})-\Gamma ({\frac {d+1}{p}})^{2}}{\Gamma ({\frac {d}{p}})}}.}
{\displaystyle \gamma _{1}={\frac {\Gamma (d+3/p)\Gamma (d)^{2}-3\Gamma (d+2/p)\Gamma (d+1/p)\Gamma (d)+2\Gamma (d+1/p)^{3}}{(\Gamma (d+2/p)\Gamma (d)-\Gamma (d+1/p)^{2})^{3/2}}}}

## Propriétés
En notant GG(a,d,p) la loi Gamma généralisée de paramètres a, d, p, et pour deux réels positifs {\displaystyle c} et {\displaystyle \alpha }, si {\displaystyle X\sim GG(a,d,p)}, alors {\displaystyle cX\sim GG(ca,d,p)} et {\displaystyle X^{\alpha }\sim GG\left(a^{\alpha },{\frac {d}{\alpha }},{\frac {p}{\alpha }}\right)}.

## Divergence de Kullback-Leibler
Si {\displaystyle f_{1}} et {\displaystyle f_{2}} sont les fonctions de densité de probabilités de deux lois Gamma généralisées, alors leur divergence de Kullback-Leibler est donnée par :
{\displaystyle {\begin{aligned}D_{KL}(f_{1}\parallel f_{2})&=\int _{0}^{\infty }f_{1}(x;a_{1},d_{1},p_{1})\,\ln {\frac {f_{1}(x;a_{1},d_{1},p_{1})}{f_{2}(x;a_{2},d_{2},p_{2})}}\,\mathrm {d} x\\&=\ln {\frac {p_{1}\,a_{2}^{d_{2}}\,\Gamma \left(d_{2}/p_{2}\right)}{p_{2}\,a_{1}^{d_{1}}\,\Gamma \left(d_{1}/p_{1}\right)}}+\left[{\frac {\psi \left(d_{1}/p_{1}\right)}{p_{1}}}+\ln a_{1}\right](d_{1}-d_{2})+{\frac {\Gamma \left((d_{1}+p_{2})/p_{1}\right)}{\Gamma \left(d_{1}/p_{1}\right)}}\left({\frac {a_{1}}{a_{2}}}\right)^{p_{2}}-{\frac {d_{1}}{p_{1}}}\end{aligned}}}
où {\displaystyle \psi } désigne la fonction digamma.

## Implémentation informatique
Dans le langage de programmation R, il existe des packages incluant des fonctions pour adapter et générer des lois Gamma généralisées. Le package gamlss de R permet la génération de plusieurs familles de lois de probabilités dont la loi Gamma généralisée dans la famille GG. D'autres options de R, présentes dans le package flexsurv, incluent la fonction dgengamma, avec la paramétrisation : {\displaystyle \mu =\ln a+{\frac {\ln d-\ln p}{p}}}, {\displaystyle \sigma ={\frac {1}{\sqrt {pd}}}}, {\displaystyle Q={\sqrt {\frac {p}{d}}}}, et dans le package ggamma avec {\displaystyle a=a}, {\displaystyle b=p}, {\displaystyle k=d/p}.
En Python, elle existe dans le package SciPy avec les paramètres {\displaystyle c=p}, {\displaystyle a=d/p} et une échelle de 1.